# Niu Lijie
Niu Lijie (12 de abril de 1969) é uma ex-futebolista chinesa, medalhista olímpica.

## Carreira
Niu Lijie integrou o elenco da Seleção Chinesa de Futebol Feminino, nas Olimpíadas de 1996, que ficou em segundo lugar. 